# Sandro Botticelli
Sandro Botticelli (Florència, 1 de març del 1445 - Florència, 17 de maig del 1510) fou un pintor del renaixement italià. El seu nom familiar era Allessandro di Mariano Filipepi, però se l'anomenava Botticelli perquè va ser aprenent del pintor i artesà Botticello. No es coneix gaire la seva vida, per la seva voluntat de privadesa i la manca de documents. Se sap que va ser acollit pels Mèdici i d'altres famílies florentines prominents entre el 1483 i el 1500. Botticelli no va firmar la major part dels seus quadres, per això només es pot conèixer l'ordre cronològic per l'envelliment de la tela en què estan pintades les obres.

## Joventut
Alessandro, fill de pares amb gran edat i l'últim de set germans, neix en una casa de lloguer de Borgo Ognissanti. El seu pare, Mariano, era adobador de pells de condició modesta. No obstant, sembla que en aquell moment la família no passava pel pitjor moment en comparació amb altres èpoques. Hi podria haver contribuït l'emancipació dels altres fills que haurien pogut autoabastir-se ells sols, i, potser, ajudar econòmicament a la família.
Els investigadors ho han pogut deduir pel fet que el pare va poder donar al seu seté fill una educació certament superior en comparació amb la que les persones de la seva mateixa classe social es podien pagar. Vasari escriu "Encara que aprengués fàcilment tot el que volia, estava sempre inquiet… de manera que el pare, fastiguejat per aquest cervell tan extravagant, desesperat, el va posar d'aurífice amb un company seu anomenat Botticelli".
El nom de Botticelli sembla procedir del seu ofici d'aprenent, segons Giorgio Vasari, amb un daurador amic del seu pare anomenat Botticello. Tanmateix no sembla haver-hi evidències documentals que hi hagués un daurador amb aquest nom a Florència. Antonio, el germà de Sandro, apareix com a daurador (battigello, batedor d'or i argent) i podria haver treballat amb el seu germà abans d'entrar com a aprenent al taller de Filippo Lippi (1464).
Més tard, Botticelli entrà en el taller de Filippo Lippi. No se sap exactament quan, probablement al voltant de 1460, però el cert és que comença, amb altres coetanis seus, a treballar amb els pinzells. Lippi, era un frare amb instints prepotents, un artista discontinu i capritxós que treballava a intervals i havia de ser tancat amb pany i forrellat perquè no abandonés la feina i deixés als seus alumnes el deure d'acabar les obres començades.
Entre 1452 i 1464, apareix, entre d'altres llocs a Prato, la mà d'un jove Botticelli en els frescos de la Catedral, concretament en la figura de Salomé dansant. A Prato, Lippi, mentrestant, es convertia en un capellà d'un convent de monges en el qual ja havia seduït una d'elles amb qui va tenir un fill, Filippino, que després hauria treballat en el taller de Botticelli.
En l'obra del frare, que tot i la seva atracció pels plaers de la vida no va deixar mai de ser un bon pintor, s'hi adverteix una certa incoherència o, almenys, alguna discontinuïtat de concepcions: es plasmen en ella alguns elements expressionistes i simbòlics de l'art medieval, com les majors proporcions donades als personatges més rellevants i la gràcia gòtico-tardana de la línia ondulada i no sempre ben detinguda. Del gòtic, el pintor també heretà les arquitectures que serveixen per indicar l'espai en què es desenvolupen les accions i que s'obren sobre un primer pla absolut; com també les roques fictícies per dividir escenes d'una pintura d'assumpte múltiple, o la tendència a exagerar la mida de figures de primer pla, en les quals demostra saber aplicar perfectament les regles de perspectiva lineal. Encara que sigui en noves síntesis, aquests són alguns dels elements que també caracteritzaran l'obra de Botticelli, malgrat el seu temperament extremadament sensible i refinat va estar molt lluny de la vitalitat enèrgica i alegre del frare Filippo.

## Les obres juvenils

El naixement de Venus

Complexa i no sempre fàcil. És l'anàlisi de les obres juvenils atribuïdes a Sandro Botticelli, això vol dir que no se sap ben bé del tot si les va pintar ell o no, ja que ens han quedat moltes obres sense signar. Per aprofundir sobre la qüestió i les influències adquirides en el taller de Filippo, pot resultar útil fer repassar el grup de "Madonnes", que se li atribueix, per norma general, com la seva primera activitat. Des del punt de vista iconogràfic, és evident la derivació d'aquestes taules d'aquella famosa Verge amb el nen de 1467 i Sant Joan nen que Lippi pintà al voltant de 1460. Tot i que falten documents que indiquin amb seguretat quina d'aquestes madonnes era clarament i en la seva totalitat obra de Botticelli. Tot i així, resulta poc important diferenciar entre ell i altres anònims "amics de Sandro" que es creuen influenciats per ell.
Malgrat tot, plau observar en aquestes taules la llum dolcíssima de tons lippescs que reblandeix les superfícies i els volums, traient-los tot el valor de relleu, l'absoluta falta de densitat volumètrica de la recerca de qualsevol penetració estructural que vagi més enllà de la pura mesura rítmica.
Els estudiosos de Botticelli i la seva obra, arribats a aquest punt, es pregunten com va sortir d'aquest complex curs de la Florència artística d'aquells anys aquesta puresa artística en aquests temps. Certament, s'havia desencadenat a Florència fora de les mateixes obres de Verrochio i de Pollaiolo, una viva polèmica sobre les relacions entre la sintaxi lineal de l'espai (segons els desenvolupaments del gòtic) i el model històric de la perspectiva cúbica, típicament quatrecentista. Així que la recusació conscient de la perspectiva com a element estructural principal de la construcció podia també significar, com a vegades va voler dir, la recusació teòrica de la concepció de l'art com a representació d'una realitat objectiva terrenal i humana, constituïda segons relacions racionalment cognoscibles, precisament com l'havien entès d'altres com Masaccio, Paolo Uccello i Piero della Francesca. Lippi, en canvi, havia deixat caure els significats fonamentalment naturals i socials de la perspectiva, i semblava haver perdut el sentit del precís ideal humà que s'expressava en perspectiva, és a dir, d'una ordenació científica del món i d'una organització matemàtica de cada punt de l'experiència, segons un ideal central de perfecció fulgurat per l'ull immòbil d'un espectador terrestre, tal com Piero della Francesca en teoria i en pràctica havia codificat en aquests mateixos anys amb meditació. Ell mateix, però, en les seves últimes obres mostraria el canvi de gust i dels ideals de la cultura per donar lloc a un espai difús i geomètricament fixat.

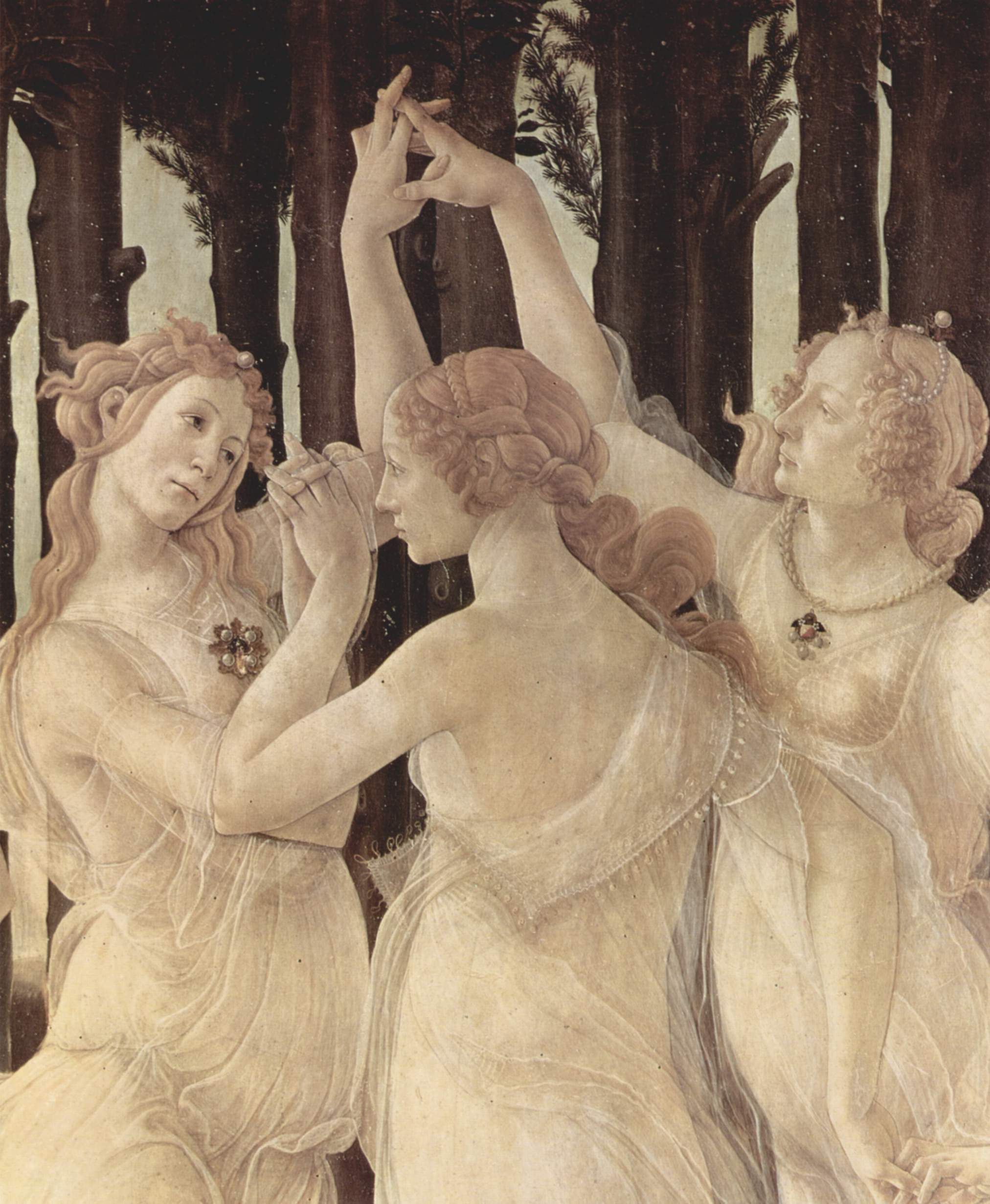
Les tres gràcies, o les tres càrites.

Botticelli, en aquest sentit, potser per la influència directe del seu mestre Lippi, semblava no estar en situació d'acollir aquella gamma de problemes que neix de la consideració de la perspectiva lineal com a centralitat històrica i física de la persona, i s'inclinava més aviat a consideracions místico-naturalistes.
La taula de La Fortalesa, de 1470, està destinada a completar la sèrie de les "Virtuts" per l 'Art de la Mercaderia. Té una semblança amb el cartró de La fè, de Verrocchio que, destinada al mateix lloc, demostra un coneixement molt pròxim dels particulars modes estilístics del mestre. Observant després La verge de la galeria (1467) i Verge del rosal (1469-1470), ja de caràcter més íntim, es pot observar l'intent d'una major consolidació formal, de to típicament verrocchià. Queda clar, que entre els anys 1468 al 1470, data en què Botticelli va posar el seu taller, va passar pel de Verrocchio. Un altre grup de madonnes confirmaria el fet. És en aquest altre grup en què trobem el tema típic d'aquell taller: la composició de tres figures, la verge i els nens dins d'un espai arquitectònic obert sobre un fons d'arbres i cel. Sens dubte en aquests exercicis Botticelli ja deixa entreveure notes encara desusades en el seu llenguatge, com la rígida definició plàstica a la qual Sandro intentà sostreure's tímidament amb la introducció d'alguna distreta actitud i de gestos descuidats i sentimentals.
Prescindint de les diverses temptatives d'aclarir ulteriorment els termes de derivació i de relació entre Botticelli i Verrocchio, sembla del cas haver de concloure sempre també segons la tesi més tradicional i reproduïda, que per les similituds documentades de fragments del Verrocchio amb obres certament autògrafes de Botticelli, és necessari recavar una precisa influència verrocchiana sobre el jove Sandro.
L'obra Santíssima Trinitat pertany al període 1465-1467 (segons altres fonts al 1491-1493).
A La verge amb el nen i dos àngels, de 1468-1469, la influència verrocchiana està present en el tall net dels xiprers, en el pes de l'aurèola que sembla un plat i en la vestidura consolidada en una brillantor metàl·lica. És en aquest moment que cal pensar en els famosos llenços enguixats que constitueixen l'exercici d'una comuna acadèmia per a tots els florentins reunits entorn de Verrocchio, inclòs Leonardo. A La fortalesa, (1470), però, també s'hi veu la influència de Pollaiolo. D'ell, n'extreu la tensió lineal que es desprèn i aquella purificació dels elements essencials, que fa més entenedor per al mateix Sandro el mode de recuperar, en un llenguatge propi, una línia límpida, modulada i dúctil, més en consonància amb el mateix sentir que la plasticitat verrocchiana. D'aquí, Sandro aprendrà a superar la tradició florentina sobre l'equilibri plàstico-espacial, plantejant una nova experiència d'un linealisme entès com a organització lírica autònoma de la composició fins a conferir-li una intensitat existencial que constitueix un document totalment nou en la cultura del 400.
La fortalesa, en efecte, impressiona per aquell portar-ho tot a la superfície de l'espaialitat monumental verrocchiana i per la constant ambigüitat de la seva posició respecte a l'espai gràcies a aquella irresolució sense sortides que es fa evident també en el gest encantat, apàtic, com de solemne abandó. En aquells anys es reuneixen la bellíssima Verge de l'eucaristia feta entre 1470-1472, l'Adoració dels Reis Mags de 1475, del Cercle de Londres, al qual se li han donat diverses interpretacions simbòliques i que fascina pel seu caràcter de visió fantàstica i el Retaule de les convertides, obra força discontinua, però també força imitada per llurs detalls, tots aprofitables per la claredat i transparència del color i l'essencial modulació lineal, que els fa estar submergits en una composició més aviat fluixa i amanerada.
De particular interès és el ritme compositiu del Cercle de Londres, en el qual un triangle de personatges i cavalls, molt moguts, distribuïts sobre un pla inclinat, forma una falca en profunditat; en el vèrtex, en una fornícula de silenciós i íntim recolliment, hi ha la Verge amb el Nen, dominen multitud de runes d'antics edificis clàssics, disposats com bastidors, en què reposa superb un gall d'indi i, finalment, el paisatge, amb un arbre desfullat, un llunyà castell entre boires, cel clar i amb molta lluminositat.
A la tauleta dels Uffizi d'El descobriment del cadàver d'Holoferne, de 1470, es buscarà un sistema compositiu anàleg i un moviment a l'infinit, inversament aplicats. En l'altra tauleta del díptic, apareix una preciosa Judit que fa vibrar un altre cop aquell sentiment naturalista i patètic que recorda al delicat to lippesc. La jove és una d'aquelles criatures de Sandro que semblen no tenir cap consistència ni pes, avança absorta amb lleuger pas de dansa i ulls d'infinita malenconia. És el retorn de l'heroïna del camp enemic, mentre que en el fons dels pujols, el llunyà exèrcit desfila a cavall. La criada, que segueix darrere del pas incert de Judit quasi amb violència, portant en el farcell el cap tallat d'Holofernes, té la mirada tensa i les mans premen nerviosament la roba. Per a Judit, evidentment, l'acte heroic queda enrere i sembla quasi dissolt en l'aire que mou lentament les robes en la llum incorpòria del dia. Tant és així, que la jove empunya la simitarra amb la mateixa gràcia abandonada que havíem vist a La fortalesa i reclina dolçament enrere el cap diademat, quasi concloent un indolent moviment de dansa, un altre cop, amb tota la figura.
En el quadre de Sant Sebastià, el protagonista, Sant Sebastià, com totes les criatures de Botticelli, té l'estranya peculiaritat de no posar-se com objecte que ocupa un espai, sinó més aviat com a símbol o com a mite dirigit a la ment. Aquesta buidor de valor representatiu es trobarà també en el caràcter genèric i el descuit dels paisatges de fons. Des dels xiprers contra el cel clar de les Madonnas en el gran arbre de Judit, fins als genèrics camins el·líptics sobre anònims pujols, tot és repertori ja conegut i aprofitat per la tradició florentina, quasi un vocabulari de formes més que un apassionat estudi de la natura. I, precisament, en això rau una diferència fonamental entre Botticelli i Leonardo, els quals van coincidir en el taller de Verrocchio: Leonardo el va escridassar per sostenir que el paisatge era un estudi va i una investigació breu i simple. Leonardo, així, va deixar escrit en algunes cartes que Sandro feia tristíssims paisatges, més que fer-ho amb la intenció de criticar-li una deficiència artística, li criticava un mode de concebre el paisatge.
L'amistat creada entre Botticelli i Leonardo, molt probablement forjada al taller de Verrocchio, es va perllongar en el temps i, sovint, varen discutir junts els seus problemes fascinants sobre la perspectiva mentre maduraven profundament formes expressives, tot i que diferents, però iguals pel que fa l'oposició d'aquella síntesi espacial florentina, que havia arribat a la seva més esplendorosa i coherent afirmació en Piero della Francesca. Però ambdós avançaven en completa autonomia per camins ben diferenciats, com s'ha explicat fins ara. Leonardo, home sense lletres, com deien, marxa de Florència que, amb la seva cultura neoplatònica, al·legoritzant i antinaturalista, concordava malament amb l'insaciable desig de coneixement experimental que apremiava en ell. En Botticelli, en canvi, persona sofística, tota la producció artística experimenta i interpreta la visió idealitzant i literària de la cort dels Mèdici.
Precisament, cap a 1474, de retorn a Pisa on havia deixat inacabat un fresc en el Camposanto, l'artista s'aproxima més, fins a convertir-se en íntim de Ficino, Poliziano, Landino, i de tot l'ambient de literats humanistes neoplatònics llurs convencions filosòfiques es nodreixen àvidament.
La pintura de Botticelli es posa, per aquesta raó, com a índex meravellós i altíssim de la crisi espiritual i dels sistemes figuratius de la segona meitat del 400, que és, alhora, crisi de l'espai lògic i perspectiu i de la visió del món lligada a ell. Quan apareixen a Florència les obres flamenques, en què les relacions espai-objecte apareixien resoltes en una visió del tot estranya a la problemàtica de la perspectiva, tant Leonardo com Sandro s'interessen per aquestes noves obres. Però mentre Leonardo adverteix tot l'embruix d'observació directa i empírica de la realitat que contenen, fora de tot esquematisme lògico-matemàtic, Botticelli veu en aquella pintura una representació de la natura en la seva distribució dels objectes materials, algun, per si mateix, perfectament antitètic respecte al seu abstracte procediment idealitzant.

## L'etapa deLa primavera
Deslligada, doncs, la lligadura lògica constructiva entre espai i objecte, eliminant el seu material i geomètrica peremptorietat i deixant-la només com a al·lusiu record d'una incerta realitat, la pintura sembla convertir-se, veritablement, en una nova expressió de humanitas, precisament quant a pintura d'idees, o bé l'equivalent visual de la paraula, pura poesia i sentiment líric, és a dir, també "ficinament" visió de llum, amor, bellesa i ànima. Sembla que prossegueix la presència directa o indirecta de Ficino a Botticelli, tant que precisament en la seva influència directa, pugui referir-se a la més coneguda de les al·legories botticellianes: La primavera, que data de 1477-1478, aproximadament.
La primavera fou pintada per a la vil·la de Castello i adquirida el 1477 per Llorenç i Joan de Pierfrancesco de Mèdici. Quan mor Llorenç, va passar a Villa, Giovanni delle Brande Nere, el 1526 al fill d'aquest, Cosme I, per acabar, als Uffizi el 1919 havent passat per Castello. En l'obra, s'adverteix una Venus central cantant per als poetes antics i per Polizià, a la dreta, el Zèfir que descendeix com un vent blavós, el qual capta el valor compositiu d'aquell verd-blavós, segueix a Flora, la deessa de les flors i del renaixement de la terra, que, posseïda per ell, es converteix en "l'hora" de la primavera i escampa flors sobre el món, resultat de ser fecundada per ell. Venus, al centre, representa la Humanitas sota llur senyoriu es varen col·locar els humanistes medicencs, per tant, és semblant a la saviesa. Tornant a l'episodi de la dreta, es denota un amor altament platònic tornat cap a la Bellesa Ideal i la Saviesa. Després, en la part de més a l'esquerra del quadre, trobem les tres Gràcies dansant i Mercuri, hermètic constructor i pensador d'obres tècniques i sàviament artístiques. que dissuadeix els núvols. De les tres Gràcies es diu que podria tractar-se d'una al·legoria de les tres arts. Resumidament, aquesta seria una primera visió del món de la Saviesa i de les Arts que Amor contínuament fecunda i fa "florir".
Botticelli, sembla basar-se en l'autor Hesíode, ja que una ulterior interpretació del quadre concorda amb alguns versos de Polizià (els Stanze) segons els quals es pot veure figurat en els personatges del quadre els mesos de febrer (Zèfir), a setembre (Mercuri), tenint en compte que els antics evitaven anomenar i descriure els quatre mesos hivernals. Ja més recentment s'ha apostat per dir que es podria tractar d'una exhortació a Joan de Mèdici perquè es disposés a obtenir de Sixt IV el capell cardenalici, mentre que d'altres opinen que representava simplement un ball en el qual la difunta Simonetta apareix com a Flora, a la dreta i, a l'esquerra, com a Gràcia ballant amb Leonor de Nàpols i Albiera de Florència mentre Venus, segons la descripció d'Isidor de Lungo, és la reina de l'amor i de la mateixa festa. Com a elements segurs queden el significat humanista de la composició d'acord amb els nombrosos textos de l'època, i la identificació de Venus amb la Humanitas mateixa, que separa els sentits i els amors materials, i, a la dreta, dels valors espirituals, a l'esquerra, el punt de partida de tema va poder ser una carta en la qual Ficino precisament el 1477 desitjava al jove Llorenç que trobés en la devoció a Venus-Humanitas l'equilibri de tots els seus dots. Llur comentari quedà confiat als seus amics Vespucci i Naidi, d'aquesta manera no s'exclouria que l'encàrrec del quadre a Botticelli fos del mateix Vespucci. El quadre, en tot cas, constituiria un conjunt anàleg als frisos que adornen la famosa vil·la dels Misteris a Pompeia.
Botticelli encara es troba a cura de Ficino. S'ha de dir que es té present, també, la màgica atmosfera del bosc i de la preciosa prada que surt on, llunyanes, semblen evocar-se les costes de l'hiperurani, Venus amb gest de gràcia sorpresa, les lleugeres filles de l'aire en immòbil dansa i la Primavera. Flora, abraçada pel violent blau, Mercuri, ambigua divinitat de l'art, està representat com un petit Cupido, ventat. Botticelli no simbolitza, sinó que al·legoritza. Va de l'abstracte al concret físic i no al contrari. Ell dona un cos nítid a les imatges conceptuals i això fa que sigui un dels pilars bàsics sobre els quals es fonamenta la seva grandesa. Si s'examina la prada-catifa de La primavera, es pot veure la precisió física i cultural de les imatges evocades: les flors, les joies, els llavis, les perles… mantenen un valor intercanviable amb un embruix subtil, sostret de la vida orgànica i de l'experiència física, precisament perquè no es tracta d'una concreció realista sinó cultural.
Respecte al tema de la bella Simonetta Vespucci, sembla que els Stanze Polizians per al torneig medicenc comptaven amb la poètica llegenda d'amor de Joan de Mèdici per a la bella Simonetta Vespucci. Aquesta interpretació, però, no sembla pas resoldre amb suficiència el que era necessari per a comprendre tota la complicada i significativa simbologia iconogràfica (com es pot veure amb la diversitat d'interpretacions) de l'obra botticelliana. L'opinió que més va ser difosa, fou la que veia, en la composició de l'al·legoria solament, una directa il·lustració de les famoses estances que descriuen l'entrada en escena de Venus-Simonetta, versos que són, d'altra banda, d'un gran extraordinari parentesc poètic i sentimental amb el tema botticellià.
Malgrat tot, hi ha qui ha examinat el Commento de Llorenç el Magnífic en el qual troba un passatge que evoca a l'aparició de Simonetta i Joan, en què es fa al·lusió al regne de Venus, el qual també té el valor de la bellesa. Tanmateix, els crítics asseguren que no es pot tractar d'una simple il·lustració poètica, sinó que és quadre lligat a totes les especulacions del cercle Mèdici, traduït en forma de sentiments i doctrines en camí d'una reelaboració ideològica. Així, el regne de Venus esmentat, no tan sols és una fantasia pagana o neoplatònica, sinó que també és una expressió de les reals i difoses aspiracions a la vida contemplativa, és una al·legoria similar a la de les festes populars del maig florentí, el nou senyal d'una societat arribada al punt culminant del seu equilibri, una nova mitologia poètica i cultural que substitueix a la del Bon govern d'Ambrogio Lorenzetti. Generalment, el regne de Venus s'havia vist com la primera manifestació d'una nova mentalitat laica, que s'hauria haver format en aquells anys com a fet independent del dogma cristià: en realitat Venus no representaria en absolut l'amor terrestre i humà, sinó que és un símbol religiós i místic del diví entusiasme que en el límit podria ésser identificada amb la Verge. Tot i que no és la primera vegada que s'afronten assumptes profans, Botticelli no en repeteix els motius dels arcons, tan típics en aquests assumptes, sinó que interpreta les seves fantasies mitològiques d'una manera completament nova, perquè sigui possible arribar a la dignitat de l'art major en un assumpte mitològic, fins ara oberta únicament a les representacions sagrades, aquest ha d'adquirir caràcter religiós o, almenys, perdre tot atribut terrestre pagà, sensible.
Com hem vist, se n'han fet moltes interpretacions d'aquest quadre, del qual n'hem recollit algunes, però se'n podrien omplir pàgines i pàgines mentre que la lectura que es faci del quadre sigui tan simple com una transformació fecunda de dreta a esquerra, de l'amor corporal i terrestre en l'amor intel·lectual de la ment que contempla les idees i governa amb saviesa les arts.

## Les obres adultes
Una altra variació en la interpretació del mite de Venus i de la fundació de l'amor, es troba en la taula de Londres, on trobem el quadre de Venus i Mart, datat segurament el 1483. Tot i que no es pot afirmar, els criteris són purament artístics i se l'acostuma a situar proper a La primavera, tot i que posterior. A Venus i Mart, Mart és pintat amb un magnífic cos representant més que mai el culte a la bellesa corporal florentina i humanística amb un toc melangiós propi de Sandro. Aquesta obra, també resulta realment difícil d'interpretar, sobretot perquè són ambigües les notes que va deixar el mateix pintor. Això passarà amb totes les obres d'aquest gènere. El fet és que hi ha freqüents al·lusions a temes polítics, com s'ha explicat en el primer apartat la situació es va complicar a partir de l'entrada de Carles VIII, qüestions filosòfiques o morals en aquell moment debatudes.
El paper de Venus, que mira a Mart de forma estranya, ha subjugat "l'ardent calentor" de Mart i prepara en flames d'amor feliços naixements d'homes audaços i grans amants de la Saviesa, de fet, és l'òptima generació, en la qual la Raó domina els brots violents.

Pallade col Centauro, Sandro Botticelli (1482).

Després, a Pal·las dominant el Centaure (1482-1483), l'al·legoria moral que n'extreu és força transparent. El Centaure aquí representa el símbol de l'ambigüitat tot participant de dues natures: així com l'home per a la doctrina platònica és ciutadà de dos mons, per Ficino, el debat entre instints i raó només es podrà resoldre a través de la gràcia. Recordem que Pal·las, és Atena, nom que rep quan surt a combatre. La mateixa Atena, aixeca amb un gest suau i tranquil el cap de centaure que la idealitza com a visió divina. Hi ha gent que ha trobat semblances entre el cap del centaure i el de Sant Joan, que apareix a la Coronació de la Verge de 1488-1490. Probablement ho hem de deixar a judici dels experts.
Una altra obra rellevant d'aquest període és l'Adoració dels Mags, anterior a La primavera, de 1475. Resulta perfecte perquè la seva intenció moral i commemorativa és bastant explícita: una cort alegre es disposa naturalment en una suggestiva escenografia composta de roques i murs inconnexes entre els quals s'insinua l'herba i troncs podrits. El paisatge és abolit, la qual cosa de ben segur hauria fet empipar Leonardo: només queda un gall d'indi i evanescents runes al fons. Els personatges, com el mateix Cosme als peus del nen, són de la cort dels Mèdici i estan disposats segons la seva importància en l'àmbit social. També salta a la vista la virtuositat de què està dotat Sandro a l'hora de retratar. Això ho podrem comprovar després en els diversos retrats que elaborarà, com per exemple: Retrat de Joana (1470), Retrat d'Esmeralda Brandini (1475 aproximadament), Retrat d'home amb medalla de Cosme el Vell (1475), i el més famós d'aquest gènere, el Retrat de Julià de Mèdici, de 1478 aproximadament. Aquest últim està conservat a Carrara i és especialment lloat per l'energia i decisió que imposa al perfil de Julià.
Aquest període coincidirà amb el moment de major equilibri tant de l'art botticellià com de la política florentina amb els Mèdici, llur símbol serà l'any del torneig, llegendari esdeveniment al que Botticelli dedicà un estendard de motiu mitològic. El benestar, serà trencat per la conjura dels Pazzi, el 1478. Julià serà assassinat i Llorenç, indemne, en venjarà la mort penjant tots els conjurats. Botticelli serà l'encarregat de pintar l'efígie de cada condemnat. Del quadre, ja només en queda constància en les successives obres del pintor, com a Sant Agustí, representat amb un rostre turmentat en una èxtasi intel·lectual que neix de la lluita interior, i no solament d'una dolorosa contemplació, de 1480. La fugida de Pere de Mèdici, havia esborrat del mapa el seu quadre.

## L'experiència romana i les últimes al·legories humanístiques
En els anys 1481-1482, Botticelli és cridat a Roma per a la decoració de la Capella Sixtina, confirmant-se així la fama del pintor, ja que suposava un encàrrec honrós. La seva missió era omplir grans parets amb frescos, no ja dirigits a un restringit cercle d'humanistes erudits, sinó a una multitud de devots peregrins convergents a Roma. Naturalment, aquestes obres tindran, de totes maneres, un marcat contingut intel·lectual que no s'esgotarà en la representació d'episodis de la Història Sagrada, tot i que no es tradueix en nous termes estilístics. El sistema compositiu recordarà molt l'anàleg medieval.
D'aquesta etapa, podem començar recordant la melòdica pausa de les diàfanes filles de Jetro i el meravellós grup compacte dels que marxen a les Proves de Moisès (1481-1482), que representa el més harmoniós i complex fresc del cel, com alguns retrats de la resta de parets. Certament, però, l'art de Botticelli no s'aconsegueix desenvolupar en sentit monumentalista, precisament perquè és defugit per la seva sensibilitat.
Per poder anar a Roma, el mestre havia abandonat una obra de menor volum, tot i que tenia valor per a ell i li era propera. Es tracta dels dibuixos per a la Divina commedia, magnífics dibuixos pel Paradís en què el traç és cada vegada més lliure i lleuger, acompanyant l'ascensió de Dant i Beatriu fent gala d'una exquisida qualitat mental. Així, quan torna de Roma, durà a terme amb certa contemporaneïtat dels dibuixos acabats d'esmentar, el Cercle del magníficat (1481) i la Verge del llibre (1481-1482), obres en què la transparència i la nitidesa dels colors i la subtil melodia dels desenvolupaments lineals, arriben a una altíssima qualitat tot denunciant, inclòs en la comparació amb la més fervent creació juvenil, el fet perillós de tancar-se en una elecció de modes i de temes massa perfeccionada i limitada.

## L'etapa deEl naixement de Venus
A aquesta refinada aridesa sembla que s'oposa El naixement de Venus, de 1484. El que impressiona d'aquest quadre a primer cop d'ull si el comparem amb La primavera, l'altra obra de la qual s'han exposat més dades en comparació amb la resta de pintures, és la completa desaparició d'elements naturalistes: el rigor de l'al·legoria, la sobrietat i la severa concessió de la visió en què venen repetits els temes a les concepcions neoplatòniques, però amb actitud espiritual profundament modificada.
Això podria ser considerat el resultat d'una cerca de clarificació, de rigor ideològic, que ve normalment justificat pel contacte del pintor amb Savonarola. Però no es pot parlar de paganisme sense el significat restringit del retorn als mites clàssics, reinterpretats místicament en clau cristiana, per una forta idealització que acaba per transformar-los completament. Per això en Botticelli no trobem una crisi de caràcter religiós, sinó que una evolució de les seves conviccions morals, i, aquest nou desenvolupament, ni l'allunya dels seus antics amics ni el duu a una presa de possessió polèmica en la confrontació del passat. De fet, ell estava des d'un principi lligat sobretot al grup de Llorenç de Pierfrancesco, que estava en dissensió política amb la cort del poderós cosí el Magnífic, i que mantenia relacions amb Savonarola i amb França, afèrrims enemics de Llorenç el Magnífic.
Pel que fa al vessant més artístic del quadre, cal dir que, com La primavera i Pal·las dominant el Centaure, va pertànyer a Llorenç i Joan de Pierfrancesco Mèdici. L'obra està col·locada en la vil·la de Castello tot seguint la mateixa sort que La primavera, quan va sortir dels magatzems granducals el 1815 per a ser col·locada en els Uffizi. Sembla que el tema d'aquest quadre deriva de la literatura homèrica i llatina, per bé que hem de dir que en aquesta obra hi ha una mica més de consens que en La primavera, la seva "opera prima". En aquestes obres, com després en La metamorfosi o Faust, es descriu l'Hora en el moment d'embolicar amb un mantell recamat Venus, d'espectacular nuesa. Alguns van voler veure l'arribada de Venus Anadiòmena (la que emergeix), sortida de l'escuma del mar com el miracle de la bellesa que unifica en si l'Esperit i la Natura, sobre una petxina entre una pluja de flors, impel·lida pel Zèfir i per Cloris, a Sicília o fins i tot a Portovenere, que no era sinó l'antiga residència de Simonetta Vespucci. Així, amb més raó s'acabaria advertint un valor neoplatònic en el qual, potser, l'obra mostraria el naixement de la "humanitas", engendrada per la natura amb els seus quatre elements i de la unió de l'esperit amb la matèria. Poliziano, en descriure a les estances el naixement de Venus, és que va suggerir
 el tema d'aquesta pintura, sembla que el descrigui. S'ha de remarcar, que les formes d'expressió del quadre, són força similars a les que apareixen a Pal·las dominant el Centaure.
L'anàlisi de la composició indueix a suposar una mutilació en la part superior, d'uns trenta o trenta-cinc centímetres; de manera que La primavera, pintada immediatament abans del viatge a Roma, Pal·las dominant al Centaure i El naixement de Venus tindrien, a més d'una idèntica col·locació, la mateixa alçada, i és força versemblant que les dues últimes obres fossin realitzades immediatament després del viatge de Roma a Florència, per completar un únic encàrrec.
Establint una composició de l'obra, és a dir, esquematitzant-ne els elements que hi apareixen (per exemple, si una figura representa un astre, dibuixar l'astre. Es fa referència a l'esquelet de l'obra, bàsicament amb l'expressió de les seves línies d'energia visual) es pot establir una curiosa representació dels elements de la natura:
- Apareix un centre ben marcat per la figura de Venus, tota nua. Els elements de la imatge s'organitzen al seu voltant.
- Ella representa el Foc, l'element de la Natura més important pels antics, perquè dona calor i claror. Els dos que bufen a l'esquerra són Vents (Zèfir i Cloris), i representen l'Aire, que animen el Foc. La dona de la dreta és la Terra (l'Hora), que vol aprofitar-se de la seva claror per fer créixer les llavors.
- L'altre element que falta, l'Aigua, queda a sota de Venus, unint-se les aigües grans i salades, de suaus onades, amb les estretes i dolces d'un riu.

S'ha d'afegir, que l'exquisida figura de Venus, representada amb un elegant i lleuger vaivé, a més a més, està molt ben proporcionada basant-se en un cànon que, com sabem, és el sistema de proporció que té en compte la relació de cada part d'una cosa amb el seu conjunt.
Per reforçar aquest llenguatge melodiós i cadencial del naixement de la dea de l'amor, Boticcelli ha emprat colors suaus, rosats i blau cels. L'escena se situa en el paisatge d'una badia de formes suaus, que permeten donar perspectiva a tot el conjunt. La composició es podria esquematitzar en la geometria del triangle i en el desplaçament cap a la dreta que provoca la direcció del vent. La centralitat asimètrica de Venus es compensa amb els grups de Zèfir i l'Hora.

## Els últims camins
Les temptacions de Botticelli, a l'hora d'intentar pintar alguna obra monumentalista, no aconsegueixen donar fruits excessivament bons, ja que no troben immediata expressió artística, i, en cert sentit, resulten una mica infeliços. És el cas, per exemple, del Retaule de Sant Bernabé, de 1487, en què queden elements que resulten totalment estranys respecte de la sensibilitat del mestre, la delimitació en perspectiva de l'espai, la plàstica gravetat de les figures i la incoherència de l'esquema compositiu, així com tampoc semblen resoldre el problema sobre la insistència en alguns temes manieristes ja experimentats anteriorment, com a la Madonna de la Granada.
Un sentit de l'espai indefinit neix de les petites taules que componen el Retaule de Sant Bernabé, sigui aquest l'original pel tranquil moviment del mar rere l'estremida figura del nen en la Visió de Sant Agustí, o per la finestra amb els barrots i el nu mur que tanquen a Salomé, o també per la silenciosa obscuritat de l'Extracció del cor de Sant Ignasi.
En l'Anunciació dels Uffizi, la Verge es retrau, per primer cop, com espantada davant la tensa energia d'un arcàngel que sembla disposat a escapar. Per la finestra veiem un gòtic paisatge de penya-segats, castells i boires, de faula nòrdica, desconegut a l'experiència totalment toscana dels paisatges de Sandro. De difícil coherència artística apareix també la Coronació de la Verge, per la presència no conciliada dels sants monumentalment sòlids i la vertiginosa dansa dels àngels, en què la línia recupera la seva antiga tensió, el seu valor fantàstic i lliure en el ràpid transcórrer sobre les cavalleries, sobre els vels, sobre els moviments deslligats de les dansarines celestes.
En el mateix període es reprenia l'obra de la il·lustració de la Divina Commedia, que transformà el turmentat viatge dantesc en una visió atònita i fantàstica, en què les fosques tensions dels condemnats i les lleugeres danses del Paradís tenen un valor de faula impalpable i suggestiva. En aquest sentit, sobre representacions lligades al text literari és l'Al·legoria de la calumnia (1495). El rigor de la perspectiva de la daurada arquitectura, el cel que va esclarint-se o la immòbil llum de l'estança són elements d'una puresa essencial, valors perennes que voluntàriament contrasten amb la tempestuosa i il·limitada torsió dels gestos i dels vestits, que aïllen les figures en una soledat incomunicable.
Naixerà un aïllament de la contemplació de l'Abandonada, encara que no està confirmat el significat de l'al·legoria (i sembla que vulgui significar la Veritat), tal vegada plor desesperat de qui sembla representar el destí de l'home, en l'espera a prop d'una tanca que no s'obre, tancat misteriós de la seva existència. També aquí la perfecció de perspectiva de l'arc no constitueix l'ambient escenogràfic per la imatge humana, sinó que, ben al contrari, l'exclou. En aquests anys, Savonarola ha encès a Florència les seves fogueres de la Vanitat, ha tronat contra la relaxació dels costums. Botticelli ha estat profundament commogut per l'energètica i aspra oratòria del frare i pel seu tràgic destí: el seu antic món misticitzant és cada vegada més sol·licitat per impulsos morals.
En obres com els dos Enterraments (de Milà i Múnic), l'artista està a l'extrem de les seves possibilitats de simplificació i de tensió al mateix temps. Més enllà de la seva representació, el món li apareixeria sense formes i sense colors, però està encara sense resoldre la relació entre la bella naturalesa de la imatge i el seu únic valor conceptual; es busca aleshores tòrcer la realitat en les amanerades contorsions dels cossos, en les impossibles disposicions de les figures, però el poliment bellíssim del cap de Crist sembla recordar la desesperant bellesa d'Apol·lo, amb un sentit de culpa inexpiat.
Estretament lligades amb les apocalíptiques profecies de Savonarola, apareixeran ara les obres més enigmàtiques i qualificades com a "medievals" del pintor, llur significat precís en cadascuna roman potser inassequible, però que probablement expressa un desig de purificació, una espera espasmòdica del senyal de Déu, una ànsia moral de veritat. A la mística Crucifixió, junt a la Magdalena, abatuda als peus de Crist, un àngel colpeja amb un bastó a un misteriós dimoni amb característiques de guineu Al fons, una clara ciutat, inequívocament Florència, com no podia ser d'una altra manera, sobre el cel de la qual cauen misteriosos escuts creuats. Són símbols que no tenen una interpretació clara, com succeeix al Naixement, en el qual una ràpida dansa d'àngels amb un petit cor, el bou, l'ase tradicionals i pocs pastors, assisteixen aquesta vegada sagrat esdeveniment; en primer pla, àngels i homes s'abracen mentre uns diablets s'insinuen sota les arrels dels olivars, a les esquerdes del sòl.
Mentre se succeeix tot això, Michaelangello i Leonardo estaran duent a terme les seves obres mestre, gràcies a les quals seran la nova generació artística, mentre que l'art solitari i, per la societat, ja antiquat de Sandro, no trobarà, doncs, correspondència amb el públic.
Cap al final de la seva vida el pintor retorna en la seva obra amb significats més simples tot cuidant la dolçor, l'ornamentació, el simple compàs del ritme, la bellesa com acte d'homenatge devot al sentit d'allò diví. Les seves últimes obres, els Episodis de la vida de Sant Zenobi (1500-1505), reflectiran en el contrast entre la immòbil calma de les arquitectures i la violència emotiva dels gestos, així com el contrast violent de l'home de crisi que Sandro Botticelli fou sempre, i quasi dibuixen la llarga paràbola recorreguda per ell entre l'inamovible somni melangiós, encès de llum sobre els núvols de l'Humanisme florentí i les terrenes violències d'una realitat humana cada vegada més en la cerca de nous i més concrets valors socials i morals.
La bellesa sensible de Botticelli va ser la transfiguració de les masses tenebroses de la matèria i dels seus equívocs clarobscurs en ritmes lluminosos, en els quals per poder expressar la presència sensible de la forma no es pot fer d'una altra manera que a partir del seu element més suau i espiritual: el vol sense pes de la línia. Però hi ha més, Botticelli supera la mentalitat objectiva i terrestre dels cossos en el seu aprofundiment volumètric i de clarobscurs, i al mateix temps de la perspectiva tridimensional com a model científic d'un mode que és interpretat a partir de la realitat. Heus aquí la idea humanista.
Botticelli, va expressar clarament l'època d'or de l'hel·lenisme florentí, l'efímer vol d'una hora de perfecció atemporal de l'home, el breu cim. Va ser un home que va viure bastant per expressar la crisi de tot aquest fràgil i esplèndid món de l'Humanisme, també per expressar millor la seva naturalesa més íntima d'home de crisi. Botticelli va ser el drama mateix de la crisi de tota una època, però es va aferrar sempre amb totes les seves forces a l'esperança de reconstruir en si mateix, més enllà de l'home culte i sofisticat de la bellesa ideal, un home de convenciment i de fe. Va atrevir-se a desenvolupar tot el seu propi art per una gran convicció que, per sobre les runes de tots els valors de la societat del seu temps, pogués cimentar la nova construcció en un sòlid univers moral, de nova consciència ètica.
La seva autèntica grandesa hauria consistit en haver sabut viure aquest drama social del seu temps, econòmicament i físicament arruïnat, i caminant amb dos bastons perquè no podia sostenir-se dret i anar a l'encontre de la seva pròpia mort el maig florentí de 1510.